# Seynesiella
Seynesiella is een geslacht in de familie Microthyriaceae. De typesoort is Seynesiella juniperi.

## Soorten
Volgens Index Fungorum telt het geslacht vijf soorten (januari 2024):
| Soortnaam              | Auteur(s)                 | Publicatiejaar |
| ---------------------- | ------------------------- | -------------- |
| Seynesiella exigua     | M.E. Barr                 | 1969           |
| Seynesiella juniperi   | (Desm.) G. Arnaud         | 1918           |
| Seynesiella melaleucae | Sivan. & R.G. Shivas      | 2002           |
| Seynesiella sequoiae   | (Cooke & Harkn.) E. Müll. | 1962           |
| Seynesiella syzygii    | Sivan. & R.G. Shivas      | 2002           |